# El silencio de los borregos
El silencio de los borregos es una comedia de 1994, escrita, dirigida y protagonizada por el comediante italiano Ezio Greggio.
El título original en inglés The Silence of the Hams, es una referencia directa y una parodia de la película The Silence of the Lambs, y combina elementos de la película Psicosis .

## Trama
El agente del FBI Jo Dee Foster (Billy Zane) está a la caza de un peligroso asesino en serie que ha matado a más de 120 personas en el último mes. Pedirá ayuda para localizar el maníaco homicida al Dr. Animal Caníbal Pizza, un criminal psicópata encerrado en el manicomio de Hollywood. La novia de Jo Dee Foster, Jane Wine, roba 400.000 dólares a su empleador y se esconde en un hotel suburbano, administrado por Antonio Motel (Ezio Greggio). Allí es asesinada en la ducha, a manos de una anciana.
El FBI, sin saber qué hacer, arresta a personas al azar, incluidas algunas figuras públicas. Lily, la hermana de Jane, contacta con Jo para encontrarla, quien regresa donde Dr. Animal Cannibal Pizza (Dom DeLuise). A cambio de la concesión para abrir una pizzería, revela el nombre del presunto asesino. Jo y Lily encuentran el motel y se suceden una serie de giros inesperados: Antonio resulta ser en realidad su madre y Jo también revela una identidad oculta. Los demás presentes también están disfrazados y Jane, que no estaba muerta, reaparece con el dinero.

## Producción
La película originalmente iba a llamarse Psycho Zero.
La película posee el Libro Guinness de los récords por el mayor número de cameos de directores famosos, ya que directores como Joe Dante, John Carpenter, John Landis y Mel Brooks aparecen brevemente.
El papel de Lily Wine, que recayó en Joanna Pacula, había sido ofrecido inicialmente a Kelly LeBrock, quien inicialmente aceptó, pero luego, por insistencia de su marido por aquel entonces, Steven Seagal, renunció al papel a causa de su embarazo. Greggio confesó que le hubiera gustado insertar un gag cómico sobre la maternidad de la actriz. Greggio también quería a Leslie Nielsen en el reparto, pero el no estaba disponible en el momento del rodaje.

## Distribución

### Fecha de lanzamiento
Algunas fechas de lanzamiento internacionales a lo largo de los años han sido:
- 11 de marzo de 1994 en Italia[3][4]
- 1 de junio de 1994 en Estados Unidos.[5]

### Vídeo casero
En los años 90 la película fue lanzada en VHS. En  2021, se lanzó la versión en DVD en inglés en la República Checa, con el título Mlčení šunek. El 26 de enero del mismo año se lanzó la versión italiana.

## Recepción

### Ingresos
Ocupó el puesto 60 entre las 100 películas más taquilleras de la temporada cinematográfica italiana 1993-1994. Ocupó el puesto número 28 entre las 40 películas más alquiladas en los Estados Unidos durante el primer fin de semana de marzo de 1995.

### Crítica
Recibió una recepción negativa por parte de los críticos y obtuvo una calificación de cero en el sitio web de reseñas Rotten Tomatoes, donde ha sido reseñado solo ocho veces, todas negativamente (con una calificación promedio de 2,70 sobre 10). 